# Фруктоза

Фруктоза

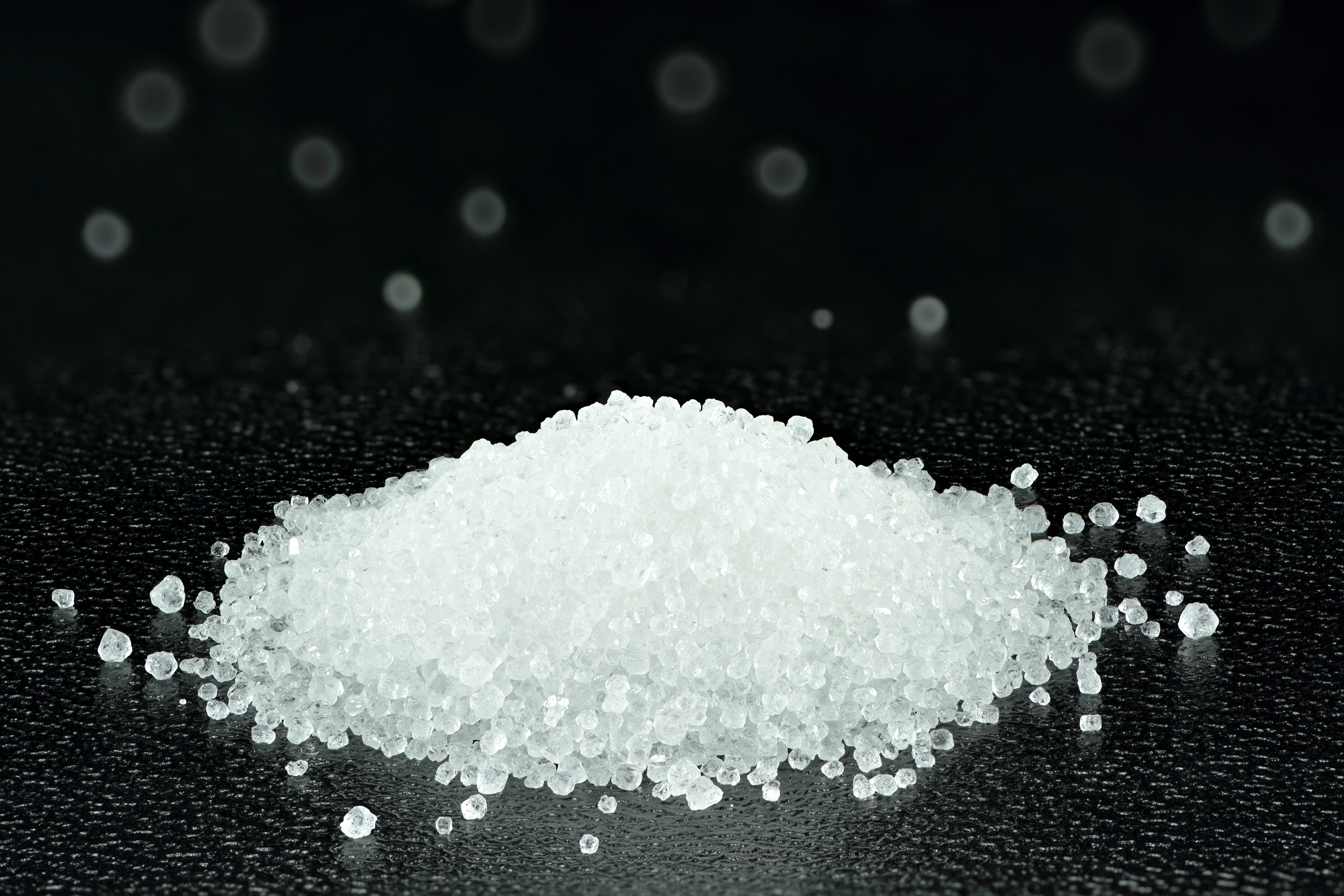
Фруктоза

Фрукто́за (плодовий цукор), С6Н12О6 — вуглевод із групи моносахаридів, що міститься в солодких плодах, меді; безбарвні кристали солодкого смаку (солодша від сахарози в 1,5 раза і глюкози в 3 рази), tпл 102–104 °С; розчинна у воді.
Хімічно класифікована як кетогексоза, фруктоза має відмінні метаболічні властивості, які відрізняють її від інших цукрів, зокрема глюкози, впливаючи на її біодоступність і використання в організмі людини. Цей унікальний метаболічний шлях визначає його вплив на фізіологічні процеси, енергетичний обмін і потенційні наслідки для загального здоров'я. Роль фруктози в науці про харчування залишається предметом дослідження та дискурсу. Хоча вона міститься в основних природних джерелах їжі, виникло занепокоєння щодо надмірного споживання обробленої фруктози, зокрема у формі сиропів та напоїв з високим вмістом фруктози та доданим цукром, який на половину складається з фруктози.
Результати систематичних оглядів та мета-аналізів зазначають, що споживання фруктів, помірне споживання свіжих 100 %-их фруктових соків, і помірне споживання меду є, зазвичай, корисним для здоров'я і зменшують ризик розвитку метаболічного синдому та ожиріння, зменшують запалення, покращують рівень глюкози в крові та зменшують ризик кардіометаболічних патологій, трохи знижують артеріальний тиск, і не впливають на розвиток жирової хвороби печінки; тоді як регулярне споживання сиропів з високим вмістом фруктози, солодких напоїв з доданим цукром та надмірне споживання фруктових соків, особливо з доданим цукром, достовірно збільшують ризик розвитку метаболічного синдрому та ожиріння, жирової хвороби печінки, серцево-судинних патологій, підвищують артеріальний тиск, та збільшують запалення.

## Метаболізм фруктози

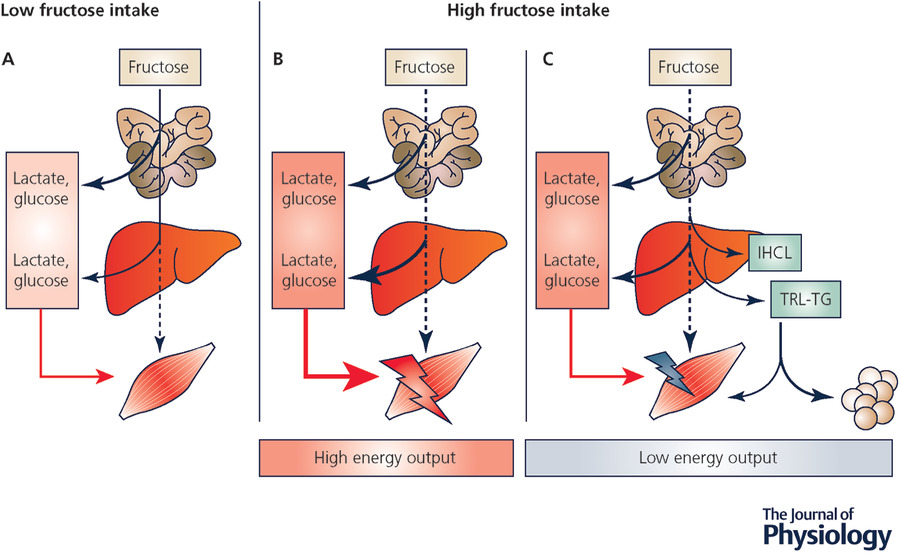
Шляхи метаболізму фруктози, в залежності від кількості прийнятої фруктози та рівня фізичної активності